# Reserve-Polizei-Bataillon 105
Das Reserve-Polizei-Bataillon 105 (zunächst Polizei-Bataillon 105) war während des Zweiten Weltkriegs ein Bataillon der Ordnungspolizei, welches von 1939 bis 1942 existierte und während dieser Zeit als Teil der Besatzungsmacht in Norwegen, der Sowjetunion und in den Niederlanden eingesetzt wurde.

## Geschichte

### Aufstellung
Das Polizei-Bataillon 105 wurde am 26. September 1939 in Bremen aufgestellt.:633

### Einsatz in Norwegen
Nach der deutschen Besetzung des Königreichs Norwegen im Frühjahr 1940 (Unternehmen Weserübung) wurde das Bataillon im Mai/Juni 1940 ins deutsch besetzte Oslo geschickt.:633 Hierzu landete das 105. Bataillon zunächst im Hafen Larvik und wurde dann auf dem Landweg nach Oslo verlegt, welches es am 3. Juni 1940 erreichte. Bataillonskommandeur war der Major Hans Helwes. Zu den Besatzungsaufgaben des 105. Bataillon gehörte in Norwegen die Abwicklung von Zwischenfällen, etwa Verkehrsunfällen, unter Beteiligung deutscher Staatsbürger. Das Polizei-Bataillon 105 war auch an der Deportation norwegischer politischer Gefangener nach Deutschland beteiligt; am 29. Oktober 1940 wurde ein Sammeltransport von 27 politischen und kriminellen Häftlingen unter Aufsicht des Bataillons von Norwegen nach Deutschland überstellt.:33–35
Am 7. Januar 1941 erfolgte die Umbenennung des Polizei-Bataillons 105 in Reserve-Polizei-Bataillon 105.:35 Im Februar 1941 wurde die Rückverlegung nach Deutschland befohlen;:633 das Reserve-Polizei-Bataillon 105 verwendete dazu einen verplombten Transportzug bis nach Trelleborg im neutralen Schweden, von wo aus der Verband die Überfahrt per Schiff nach Sassnitz (Rügen) absolvierte und damit nach Deutschland zurückkehrte.:35

### Einsatz in der Sowjetunion
Im Juli 1941 wurde das Bataillon als Teil des deutschen Angriff auf die Sowjetunion (Unternehmen Barbarossa) an den Nordteil der Ostfront versetzt.:633 Der Verband wurde bis März 1944 weiterhin von Helwes kommandiert.:260
Während der Operationen in der Sowjetunion war das Bataillon der 207. Sicherungs-Division unterstellt. Eine direkte Beteiligung der Angehörigen des Bataillons an Massenerschießungen der jüdischen Bevölkerung ist nicht unmittelbar nachweisbar, aber Schriftzeugnisse (wie etwa privater Briefverkehr) belegen, dass Bataillonsangehörige von diesen Massenerschießungen Kenntnis hatten und sie begrüßten. Im Zuge der Kriegführung gegen die sowjetischen Partisanen führte das Bataillon zahlreiche Hinrichtungen gefangener Partisanen durch.:260 In einem besonders drastischen Zwischenfall wurden mindestens 30 sowjetische Kriegsgefangene durch einen Angehörigen des Bataillons 105 erschossen.:231ff.

### Einsatz in den Niederlanden und Auflösung
Im Juli 1942 war das Bataillon in den deutsch besetzten Niederlanden,:633 zunächst mit Hauptquartier in Arnhem. Hier wurden verschiedene Besatzungsaufgaben übernommen, wozu die Bewachung verschiedener Gebäude gehörte, u. a. des Reichskommissars für die Niederlande (Arthur Seyß-Inquart), der HSSPF, des BdS und des BdO; zudem gehörte der Schutz deutscher Kasernen und Schulen zu den Aufgaben des Bataillons. Ein weiterer Einsatzort war der Gefängniskomplex in Scheveningen.:262
Im Juli 1942 wurde das Reserve-Polizei-Bataillon 105 zum III. Bataillon des Polizeiregiments 12.:261 Mit dieser Übernahme endete die formelle autonome Existenz des Bataillons 105,:633 effektiv blieb das Bataillon jedoch insofern selbständig, als dass der Rest des Polizeiregiments 12 in Hamburg stationiert war, während das 105. Bataillon in Den Haag blieb. In den besetzten Niederlanden nahm es an der Judenverfolgung teil; u. a. kam es in Razzien Anfang August 1942 zu tausenden Festnahmen und zu Deportationen der Gefangenen in die Durchgangslager Westerbork und Amersfoort.:261–264 Auch die Züge, welche die Weiterfahrt ins KZ Auschwitz-Birkenau durchführten, wurden in den Niederlanden von Angehörigen des Bataillons bewacht; die Zahl der vom Bataillon durchgesetzten Auschwitzdeportationen ist schwierig zu beziffern. Im April/Mai 1943 war das Bataillon an der Niederschlagung der niederländischen Streiks (April-Mai-Streik) beteiligt.:262 Im Frühjahr 1943 wurde das III./12 zwischen den Polizeiregimentern getauscht und wurde derart zum III./3 beim Polizeiregiment 3.:616&620